# Кокушник комарниковый
Коку́шник кома́рниковый, или Коку́шник длинноро́гий, или Коку́шник комари́ный (лат. Gymnadenia conopsea) — многолетнее травянистое растение; вид рода Кокушник семейства Орхидные.

## Описание
Высота растения достигает 25—50 см.
Цветки растения лилово-розовые или светло-лилово-пурпурные, реже белые со слабым запахом собраны в густой многоцветковый колос до 15 см длины. Листочки околоцветника 4—5 мм длиной; наружные листочки продолговато-яйцевидные, тупые, два внутренних - широкояйцевидные, губа ромбическая, трёхлопастная с серповидно изогнутым длинным шпорцем.
Стеблевые листья линейно-ланцетные, килеватые, наверху обычно колпачковидно стянутые, до 20(25) см длиной; самые верхние похожи на прицветники.
Стебель растения полый. Подземная часть с пальчато-раздельными клубнями.
Плоды мелкоморщинистые, с коническим в основании столбиком, часто изогнутым, несколько короче зрелого плода.

## Этимология
Видовое латинское название «conopsea» происходит от греческого κώνωψ (kónops), буквально означающего «похожий на комара», вероятно, из-за сходства длинной шпоры цветка с ротовым аппаратом комара.
Первоначально научное биномиальное название этого растения было Orchis conopsea, предложенное шведским естествоиспытателем и ботаником Карлом фон Линнеем (1707–1778) в его Species Plantarum 1753 года. Впоследствии название было изменено на принятое в настоящее время Gymnadenia conopsea британским ботаником Робертом Брауном (1773–1858) в 1813 году. 
По-немецки это растение называется Mücken-Händelwurz или Mücken Nacktdrüse; по-французски называется gymnadénie moucheron или orchis moucheron; в Италии его называют manina rosea («розовая рука»); на хорватском языке оно известно как mrežasti vranjak.

## Распространение и экология
Кокушник комарниковый растёт на сыроватых лугах, полянах и опушках, среди кустарников, часто в значительном количестве. При изменении гидрологических условий может быстро исчезать из травостоя.
Цветет в июне-июле. В июле-августе созревают плоды – коробочки, содержащие огромное количество мельчайших семян.
Данное растение является евроазиатским видом, распространённым в России во многих районах европейской части (кроме юго-востока), в том числе во всех областях Средней России, в Сибири и на Дальнем Востоке. Встречается нередко, но спорадически.

## Охранный статус
Растение занесено в Красную книгу Белоруссии и Украины, Рязанской, Пензенской, Тульской, Курской, Калужской, Белгородской, Липецкой, Воронежской, Саратовской областей, Ханты-Мансийского автономного округа.